# Sankt Peders Kirke (Bornholm)
 For alternative betydninger, se Sankt Peders Kirke. (Se også artikler, som begynder med Sankt Peders Kirke)
Sankt Peders Kirke ligger på Søndre Landevej i Pedersker på Bornholm.
Pederskirke består af et velbevaret romansk anlæg med skib, kor og apsis bygget af silurkalksten, som stadig brydes lokalt. Der er indikationer i murværker, den tyder på, at kor og apsis er bygget først, og har fungeret alene, inden skibet blev tilbygget. Tårnet er først tilbygget omkring 1600, og er af kampesten. Det rummer to klokker fra hhv 1574 (støbt i Lübeck) og 1701. Våbenhuset i mursten er så sent som 1864, men erstattede et ældre våbenhus, der efter beskrivelsen kunne være næsten lige så gammel som skibet, og altså romansk, hvilket er en sjældenhed for danske kirker. De ældre dele af kirken er blytækt, mens de nyere er tegltækt. Murene er hvidkalkede.
I det indre har apsis halvkuppelhvælving, men ellers er der flade malede trælofter. Murværket er hvidkalket, på nær triumfvæggen, som står i ubehandlet sten. Der har været pulpitur i skibet fra 1773, men der er nu kun rester tilbage på nordmuren.
Det meste af inventaret er af nyere dato, med undtagelse af døbefonten, som er fremstillet på Gotland i senromansk tid. Alteret blev genopmuret i 1854 og prydes af en altertavle fra 1876 udført af C. Chr. Andersen, som forestiller Kristus og den kanaanæiske kvinde. Tæppet omkring alteret er broderet af fem lokale damer i 1991. Prædikestolen er udført af snedker Anders Jensen i 1845, og er forholdsvis enkel. Dens lydhimmel er lidt respektløst blevet sammenlignet med en lampeskærm. Orglet er fra 1968 og bygget af Th. Frobenius & Sønner. Det har syv stemmer på ét manual og pedal. Skibsmodellen er skænket til kirken i 1992 af Holger Jensen, St. Gadegård.
En amerikansk løjtnant, der døde efter et flystyrt d. 29. april 1944, ligger begravet på kirkegården.

## Galleri
- Interiør set fra tårnrummet
- Alter

## Eksterne kilder og henvisninger
- Bornholmerguiden
- Sankt Peders Kirke hos KortTilKirken.dk
- Sankt Peders Kirke hos danmarkskirker.natmus.dk (Danmarks Kirker, Nationalmuseet)